# Veronica violiifolia
Veronica violiifolia är en grobladsväxtart som beskrevs av Ferdinand von Hochstetter och George Bentham. Veronica violiifolia ingår i släktet veronikor, och familjen grobladsväxter. Inga underarter finns listade i Catalogue of Life.